# Pelomyxa
Pelomyxa – rodzaj pełzaków należących do supergrupy Amoebozoa. Gatunki należące do tej rodziny cechują się brakiem mitochondriów, aparatu Golgiego. Rolę tych organelli komórkowych w organizmie tych ameb pełnią bakterie endosymbiotyczne.
W klasyfikacji Cavalier-Smitha rodzaj ten należy do gromady Archamoebae.
W klasyfikacji Adla z roku 2012 występuje jako rodzaj należący do kladu Archamoebae.
Należą tutaj następujące gatunki:
- Pelomyxa binucleata (Gruber, 1884)[4]
- Pelomyxa corona Frolov, Chystjakova i Goodkov, 2004[5]
- Pelomyxa gruberi Frolov, Chystjakova, Goodkov i Skarlato, 2006[6]
- Pelomyxa schiedti Schaeffer, 1918
- Pelomyxa palustris Greef, 1874[7] – Pełzak błotny[8]
- Pelomyxa prima[4]
- Pelomyxa tertia (Gruber, 1885)